# Skene Ronan
Erskine 'Skene' Rockliffe Ronan, kanadski profesionalni hokejist, * 9. februar 1889, Ottawa, Ontario, Kanada, † 25. junij 1937.
Ronan je deset sezon igral kot profesionalec. Večino svoje kariere je preigral v ligi NHA in še eno sezono v njeni naslednici, ligi NHL. Tedaj je bil član moštva Ottawa Hockey Club. Leta 1916 je bil član moštva Montreal Canadiens, ki je osvojilo Stanleyjev pokal. 

## Kariera
Ronan je kot profesionalec debitiral na položaju branilca za WPHL moštvo Pittsburgh Bankers. V sezoni 1908/09 je nato razdrl svojo pogodbo in odšel v Toronto k moštvu Toronto Professional Hockey Club, zadnje tekme v tisti sezoni pa je igral za TPHL moštvo Haileybury Comets. V Haileyburyju je ostal do leta 1910 in otvoritvene sezone NHA, v kateri je igral tudi Haileybury. Leta 1911 je ostal v NHA, potem ko se je Haileybury vrnil v ligo TPHL. V ligi NHA je bil član moštva Renfrew Creamery Kings. 
Pred sezono 1911/12 je Renfrew izstopil iz lige, njegovi igralci pa so se po mini žrebanju razpršili naokoli. Potem ko so Wanderersi izbrali Cyclona Taylorja, je Ronan pristal v moštvu Ottawa Hockey Club. Ottawa je sicer neuspešno poskušala menjati Ronana za Taylorja z Montrealom. Ko center Ottawe Marty Walsh ni igral dobro, so Ronana preizkusili na položaju centra. Na tem položaju je zablestel in na dveh tekmah zabil 8 oziroma 5 golov. Končal je s 35 goli na 18 tekmah. Ronan je pri Ottawi ostal še dve sezoni, dokler ga ni Ottawa pred sezono 1914/15 prodala moštvu Toronto Shamrocks. Tam ni ponovil svojih strelskih predstav iz Ottawe, a zato dosegel 25 točk na 18 tekmah. 
Ronan je pri Shamrocksih ostal sezono in pol, nato je pristal v moštvu Montreal Canadiens in z njimi leta 1916 osvojil Stanleyjev pokal. Po eni sezoni je Ronan odšel v vojsko, kjer je služil do leta 1918. Zatem se je vrnil v profesionalni hokej na ledu v dresu Ottawe, ki ga je v menjavi s Canadiensi zamenjala za Harryja Hylanda. Ronan je do tedaj izgubil svoje napadalne sposobnosti in po enajstih tekmah brez zadetka ga je Ottawa odpustila. 

### Pregled kariere
Odebeljeno - reprezentančni nastopi, glej tudi Statistika pri hokeju na ledu.
| Moštvo                           | Liga             | Sezona |    | Redni del | Redni del | Redni del | Redni del | Redni del | Redni del |   | Končnica | Končnica | Končnica | Končnica | Končnica | Končnica |
| -------------------------------- | ---------------- | ------ | -- | --------- | --------- | --------- | --------- | --------- | --------- | - | -------- | -------- | -------- | -------- | -------- | -------- |
| Moštvo                           | Liga             | Sezona | OT | G         | P         | T         | +/-       | KM        | OT        | G | P        | T        | +/-      | KM       |          |          |
| Pembroke Lumber Kings            | UOVHL            | 06/07  |    | 1         | 1         | 0         | 1         |           | 0         |   |          |          |          |          |          |          |
| Ottawa Primrose                  | OCHL             | 07/08  |    | 8         | 15        | 0         | 15        |           |           |   |          |          |          |          |          |          |
| Pittsburgh Bankers               | WPHL             | 08/09  |    | 8         | 5         | 0         | 5         |           |           |   |          |          |          |          |          |          |
| Toronto Professional Hockey Club | OPHL             | 08/09  |    | 7         | 4         | 0         | 4         |           | 4         |   |          |          |          |          |          |          |
| Haileybury Comets                | TPHL             | 08/09  |    | 5         | 6         | 0         | 6         |           | 7         |   | 2        | 1        | 0        | 1        |          | 6        |
| Haileybury Comets                | NHA              | 09/10  |    | 11        | 3         | 0         | 3         |           | 21        |   |          |          |          |          |          |          |
| Renfrew Creamery Kings           | NHA              | 10/11  |    | 5         | 3         | 0         | 3         |           | 9         |   |          |          |          |          |          |          |
| Ottawa Hockey Club               | NHA              | 11/12  |    | 18        | 35        | 0         | 35        |           | 5         |   |          |          |          |          |          |          |
| NHA moštvo zvezd                 | Ekshib.          | 11/12  |    | 3         | 2         | 0         | 2         |           | 0         |   |          |          |          |          |          |          |
| Ottawa Hockey Club               | NHA              | 12/13  |    | 20        | 18        | 0         | 18        |           | 39        |   |          |          |          |          |          |          |
| Ottawa Hockey Club               | NHA              | 13/14  |    | 19        | 18        | 5         | 23        |           | 65        |   |          |          |          |          |          |          |
| Toronto Shamrocks                | NHA              | 14/15  |    | 18        | 21        | 4         | 25        |           | 55        |   |          |          |          |          |          |          |
| Toronto Blueshirts               | NHA              | 15/16  |    | 9         | 0         | 3         | 3         |           | 8         |   |          |          |          |          |          |          |
| Montreal Canadiens               | NHA              | 15/16  |    | 8         | 6         | 4         | 10        |           | 14        |   |          |          |          |          |          |          |
| Montreal Canadiens               | Stanleyjev pokal | 15/16  |    |           |           |           |           |           |           |   | 2        | 1        | 0        | 1        | 0        | 0        |
|                                  |                  |        |    |           |           |           |           |           |           |   |          |          |          |          |          |          |
| Ottawa Hockey Club               | NHL              | 18/19  |    | 11        | 0         | 0         | 0         |           | 6         |   |          |          |          |          |          |          |
| Skupaj                           |                  |        |    | 151       | 137       | 16        | 153       |           | 233       |   | 4        | 2        | 0        | 2        | 0        | 6        |

## Dosežki
- Zmagovalec Stanleyjevega pokala, 1915/16